# Mell G. Underwood

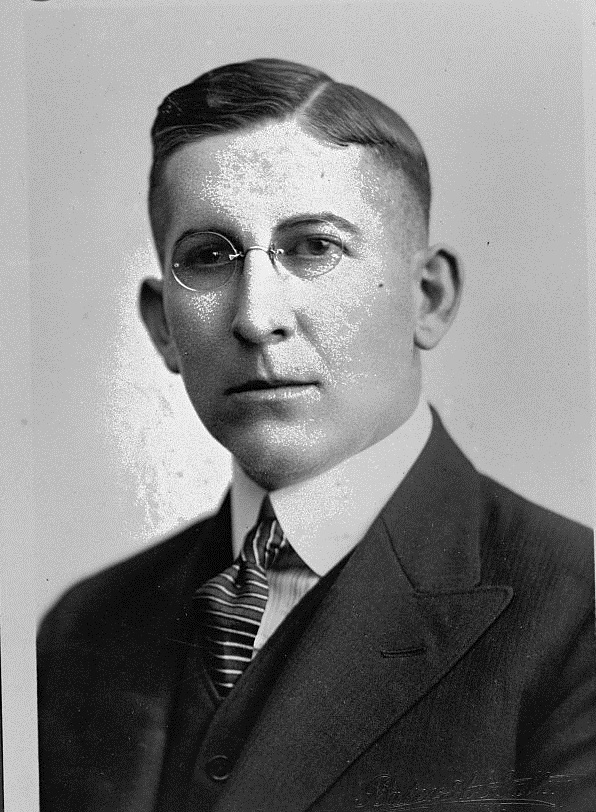
Mell G. Underwood

Mell Gilbert Underwood (* 30. Januar 1892 in Rose Farm, Morgan County, Ohio; † 8. März 1972 bei New Lexington, Ohio) war ein US-amerikanischer Jurist und Politiker. Zwischen 1923 und 1936 vertrat er den Bundesstaat Ohio im US-Repräsentantenhaus; anschließend wurde er Bundesrichter.

## Werdegang
Mell Underwood besuchte die öffentlichen Schulen seiner Heimat. 1911 absolvierte er die New Lexington High School. In den folgenden Jahren war er in New Lexington als Lehrer tätig. Nach einem Jurastudium an der Ohio State University in Columbus und seiner 1915 erfolgten Zulassung als Rechtsanwalt begann er in New Lexington in diesem Beruf zu arbeiten. Zwischen 1917 und 1921 war er Staatsanwalt im Perry County. Gleichzeitig schlug er als Mitglied der Demokratischen Partei eine politische Laufbahn ein. 1920 kandidierte er noch erfolglos für das US-Repräsentantenhaus.
Bei den Kongresswahlen des Jahres 1922 wurde Underwood dann aber im elften Wahlbezirk von Ohio in das US-Repräsentantenhaus in Washington, D.C. gewählt, wo er am 4. März 1923 die Nachfolge des Republikaners Edwin D. Ricketts antrat. Nach sechs Wiederwahlen konnte er bis zu seinem Rücktritt am 10. April 1936 im Kongress verbleiben. In diese Zeit fiel Anfang der 1930er Jahre die Weltwirtschaftskrise. Seit 1933 wurden die ersten der New-Deal-Gesetze der Bundesregierung unter Präsident Franklin D. Roosevelt verabschiedet. 1935 wurden erstmals die Bestimmungen des 20. Verfassungszusatzes angewendet, wonach die Legislaturperiode des Kongresses jeweils am 3. Januar endet bzw. beginnt.
Von 1931 bis 1936 war Underwood Vorsitzender des Committee on Invalid Pensions. Sein Rücktritt erfolgte nach seiner Ernennung zum Richter am Bundesbezirksgericht für den südlichen Teil des Staates Ohio als Nachfolger des verstorbenen Benson W. Hough. Dieses Amt bekleidete er bis zum Eintritt in den Ruhestand am 30. Juni 1967. Er starb am 8. März 1972 auf seiner Farm nahe New Lexington.